# Presidenti dell'Uganda
I presidenti dell'Uganda si sono succeduti dal 1963, quando fu proclamata la Repubblica.
Il Paese aveva raggiunto l'indipendenza dal Regno Unito nel 1962, divenendo un reame del Commonwealth (regnante Elisabetta II).

## Lista
| Presidente                                                    | Presidente | Presidente           | Partito                                                 | Elezione                                                        | Mandato          | Mandato         |
| Presidente                                                    | Presidente | Presidente           | Partito                                                 | Elezione                                                        | Inizio           | Fine            |
| ------------------------------------------------------------- | ---------- | -------------------- | ------------------------------------------------------- | --------------------------------------------------------------- | ---------------- | --------------- |
|                                                               |            | Frederick Mutesa II  | Kabaka Yekka                                            |                                                                 | 9 ottobre 1963   | 2 marzo 1966    |
|                                                               |            | Milton Obote         | Congresso del Popolo d'Uganda                           |                                                                 | 2 marzo 1966     | 25 gennaio 1971 |
|                                                               |            | Idi Amin Dada        | Militare                                                | A seguito di colpo di Stato                                     | 25 gennaio 1971  | 11 aprile 1979  |
|                                                               |            | Yusuf Lule           | Indipendente (Fronte di Liberazione Nazionale d'Uganda) | A seguito di colpo di Stato                                     | 13 aprile 1979   | 20 giugno 1979  |
|                                                               |            | Godfrey Binaisa      | Congresso del Popolo d'Uganda                           |                                                                 | 20 giugno 1979   | 12 maggio 1980  |
|                                                               |            | Paulo Muwanga        | Congresso del Popolo d'Uganda                           |                                                                 | 12 maggio 1980   | 22 maggio 1980  |
| Commissione presidenziale (22 maggio 1980 - 15 dicembre 1980) |            |                      |                                                         |                                                                 |                  |                 |
|                                                               |            | Milton Obote         | Congresso del Popolo d'Uganda                           |                                                                 | 17 dicembre 1980 | 27 luglio 1985  |
|                                                               |            | Bazilio Olara-Okello | Militare                                                | A seguito di colpo di Stato                                     | 27 luglio 1985   | 29 luglio 1985  |
|                                                               |            | Tito Okello          | Militare                                                |                                                                 | 29 luglio 1985   | 26 gennaio 1986 |
|                                                               |            | Yoweri Museveni      | Movimento di Resistenza Nazionale                       | A seguito di colpo di Stato, 1996, 2001, 2006, 2011, 2016, 2021 | 26 gennaio 1986  | in carica       |